# Мойна Макгилл
Мойна Макгилл (англ. Moyna Macgill, урождённая Шарлотт Лиллиан Макилдауи (англ. Charlotte Lillian McIldowie), 10 декабря 1895 — 25 ноября 1975) — ирландская актриса,  мать Анджелы Лэнсбери.

## Биография
Родилась в Белфасте в семье состоятельного адвоката, и по совместительству директора городского Большого оперного театра (англ.). С юных лет она проявляла интерес к театру, и в 1918 году дебютировала на сцене Вест-Энда в спектакле «Рай в шалаше». В последующие годы добилась большого успеха у театральной аудитории Лондона, играя на сцене с такими звёздами как Герберт Маршалл, Джон Гилгуд и Бэзил Рэтбоун.
В 1919 году вышла замуж за сценариста и режиссёра Реджинальда Денама, от которого родила дочь Изолду, ставшую впоследствии супругой Питера Устинова. В 1924 году, сразу после развода, актриса вышла замуж за политика Эдгара Лэнсбери, от которого в 1925 году родила дочь Анджелу Лэнсбери, а в 1930 — сыновей-близнецов Эдгара и Брюса. Дочь впоследствии стала популярной актрисой, а сыновья — театральными продюсерами на Бродвее. После смерти супруга от рака в 1935 году, у Макгилл начался роман с бывшим полковником британской армии в Индии Леки Форбсом. В итоге, его жестокий нрав и суровый характер подтолкнули её к расставанию, и незадолго до лондонского блица, она вместе с детьми бежала из Лондона в Нью-Йорк.
После переезда в США, не имея ещё рабочей визы, Макгилл не смогла продолжить актёрскую карьеру, и была вынуждена стать преподавателем драматического искусства в частной школе. Спустя несколько лет, она с детьми переехала в Голливуд, где в дальнейшие годы появлялась в небольших ролях во многих кинокартинах, среди которых «Портрет Дориана Грея» (1945), «Странное дело дяди Гарри» (1945), «Три дорогие дочки» (1948), «Рядовой Анжело» (1949) и «Невеста гориллы» (1951). С начала 1950-х Макгилл была частой гостьей на телевидении, где у неё были роли в сериалах «Мистер Эд», «Сумеречная зона» и «Доктор Килдэр».
Мойна Макгилл умерла от рака гортани в ноябре 1975 года, не дожив пары недель до своего восьмидесятилетия.